# Nyombi Morris
Nyombi Morris (Kampala, 28 de marzo de 1998) es un activista climático de Uganda, conocido por difundir y defender la justicia climática y la igualdad de género.
En marzo de 2021, él y su hermano que también actuaba como fotógrafo Julian Ssekeba fueron arrestados en las calles de Kampala por la Policía Nacional de Uganda cuando protestaban por la justicia climática. Un año antes, en septiembre de 2020, su cuenta de Twitter fue suspendida durante un mes y medio a petición del gobierno de Uganda, tras desafiar a la Autoridad Forestal Nacional sobre la venta del Bosque de Bugoma, un bosque tropical protegido que se encuentra en el oeste de Uganda.
Morris estudió un diploma en informática en la Muteeza I Royal University.
Comenzó su activismo como resultado del impacto directo de las inundaciones que sufrió su familia, que alteraron la fuente de subsistencia de sus padres y les obligó a encontrar un nuevo sitio donde vivir en Kampala. Lucha contra la deforestación del bosque de Bugoma.
En 2022 ganó el premio Earth Champion Award, otorgado por la organización británica Population Matters.